# Thug Story
«Thug Story» (с англ. — «Бандитская история») — совместная песня американских исполнителей T-Swizzle и T-Pain, вышедшая в качестве эксклюзивного трека для премии CMT Music Awards 2009 года. Композиция рассказывает о преображении Свифт из кантри-исполнительницы в рэпера.

## Предыстория и выход песни
В 2008 году Свифт выпустила свой второй студийный альбом Fearless, который стал её прорывом на международную сцену и в дальнейшем получил статус самого награждаемого кантри-альбома в истории. Годом позже были объявлены номинанты на CMT Music Awards 2009, где Свифт выиграла в двух категориях за свой сингл «Love Story». В качестве эксклюзива для церемонии были записан трек «Thug Story» и музыкальное видео к нему.

## Мелодия и текст песни
- Ну чего? Чего? Не испытывай меня, (запикивание). Эй, погодите... Погодите, я же даже ничего не сказала! Я не м... 

- Чего? 

- Я сказала «йо»! 
 
- Ага. 
 
- Вы, парни, запикали меня, а я даже ничего не сказала! Я даже не материлась! 
 
- Это так, это так, она не материлась! 
 
- Алло, слышите?!
Hey, hold on...
Hold on, I didn't even say anything
I didn't even s-
What?
I said Yo
Yup
You guys bleeped me and I didn't even say anything
I didn't even swear
She didn't, she didn- she didn't even swear
«Thug Story» это хип-хоп композиция, рассказывающая о трансформации Свифт из кантри-исполнительницы в рэпера. На протяжении всей композиции Тейлор Свифт рассказывает о своей жизни, указывая на то, что она является «гангстерской»: «Я такая гангстер, уже ночное время, а я делаю печенье. Ты тусишь в клубе? А я сделала из карамели угощение».   

## Рецензии
Журнал Billboard назвал песню незабываемой и подходящей для подростков, Роб Шеффилд из Rolling Stone разместил трек на 190 месте в списке лучших у Тейлор Свифт, что выше, чем её хиты «Bad Blood» и «Look What You Made Me Do». Он назвал композицию «лучшим исполнением рэпа от Ти-Свиззл».